# Петров, Александр Ильич
Александр Ильич Петров (19 августа 1923 года, Алексеевка, Татарская АССР, СССР — 16 мая 1991 года, Первоуральск, Свердловская область, СССР) — Герой Социалистического Труда (1958), бригадир монтажников участка «Жилстрой» Первоуральского управления треста Уралтяжтрубстрой Свердловской области.

## Биография
Родился в 1923 году в деревне Алексеевка Татарской АССР (ныне Татарстан, Россия).
В годы Великой Отечественной войны был призван в Красную Армию в 1941 году. В 1944—1945 годах был механиком авиационного 637-го штурмового авиационной дивизии, в звании старшего сержанта.
После демобилизации, в 1949 году переселился в Первоуральск, работал грузчиком, каменщиком Первоуральского управления треста «Уралтяжтрубстрой». Окончил курсы по специальности монтажника в Харькове, после которых стал бригадиром монтажников блочных жилых домов участка «Жилстрой» в тресте «Уралтяжтрубстрой» в 1955 году. Бригада Петрова неоднократно становилась победителем Всесоюзного и трестовских соревнований.
Александр Ильич был депутатом Свердловского областного и Первоуральского городского Советов депутатов, членом облсовпрофа, делегатом XXI съезда КПСС, XII съезда профсоюзов СССР, XV съезда профсоюза СССР, членом парткома треста, делегатом IV съезда строителей.
Скончался 16 мая 1991 года.

## Награды
За свои достижения был награждён:
- 17.12.1944 — медаль «За боевые заслуги»;
- 24.05.1945 — орден Красной Звезды;
- медаль «За освобождение Праги»;
- медаль «За победу над Германией в Великой Отечественной войне 1941—1945 гг.»;
- 09.08.1958 — звание Герой Социалистического Труда с золотой медалью Серп и Молот и орден Ленина «за выдающиеся успехи, достигнутые в строительстве и промышленности строительных материалов»;
- 11.03.1985 — орден Отечественной войны II степени.